# Fundacja Instytut Studiów Wschodnich
Fundacja Instytut Studiów Wschodnich – fundacja założona przez Zygmunta Berdychowskiego w 1993 roku.

## Operacje i działania
Jej głównym celem działalności jest organizacja Forum Ekonomicznego. Począwszy od 2003 Fundacja ta organizuje także mniejsze konferencje tematyczne:
- Forum Europa-Azja Centralna,
- Europa–Rosja (Krynica, Wilno, Wiedeń, Warszawa),
- Forum Energetyczne (Praga, Budapeszt, Bukareszt, Sopot),
- Forum Europa-Ukraina (od 2007)[4],
- Forum Innowacji (od 2008)[5],
- Forum Przemysłowe (od 2016)[6],
- Europejski Kongres Samorządów (od 2015)[7].

Fundacja organizuje również akademie, szkolenia, spotkania i think-tank dla młodzieży – Forum Ekonomiczne Młodych Liderów.
Corocznie Instytut Studiów Wschodnich przygotowuje specjalne raporty, poświęcone tematyce organizowanych konferencji, w tym m.in.: Nowa Europa. Raport z Transformacji oraz Rosja i Raport z Transformacji.
W 2018 roku Fundacja zatrudniała 57 osób, w tym ok. 10 tymczasowo.

## Organy
W skład organów Fundacji wchodzą następujące osoby:

### Zarząd
- Jan Bochyński – Prezes Zarządu
- Tomasz Różniak – Wiceprezes Zarządu

### Rada Programowa
- Zygmunt Berdychowski – Przewodniczący Rady Programowej

### Rada nadzorcza
- Jan Stanisław Berdychowski
- Mariola Berdychowska